# Percy Cornelius Taylor
Percy Cornelius Taylor (20. března 1872 Londýn – 15. dubna 1912 RMS Titanic, severní Atlantik) byl anglický violoncellista.
Z osmi hudebníků z Titanicu je nejméně známým, neboť vyrůstal a pobýval spíše v Londýně než malých komunitách. O jeho životě je známo jen málo, kromě nešťastného manželství, které může vysvětlovat jeho rozhodnutí odjet do New Yorku. Na palubě Titanicu hrál na violoncello.